# 烏天狗
鴉天狗（からすてんぐ）は、大天狗と同じく山伏装束で、烏のような嘴を持った顔をしており、自在に飛翔することが可能だとされる天狗。青天狗、小天狗とも呼ばれる。烏と名前がついているが、猛禽類と似た羽毛に覆われているものが多い。

## 概要
剣術に秀で、鞍馬山の烏天狗は幼少の牛若丸に剣を教えたともいわれている。また、神通力にも秀で、昔は都まで降りてきて猛威を振るったともされる。中世以降の日本では、天狗といえば猛禽類の姿の天狗のことを指し、鼻の高い天狗は、近世に入ってから主流となったものである。 
絵画では、平安時代末期の上皇崇徳院が讃岐に流され怨霊となって現れる場面で、烏天狗に似た姿で描かれることが多い（『椿説弓張月』など）。
和歌山県御坊市では、烏天狗のものとされるミイラが厨子に入れられて保存されている。江戸時代から明治時代にかけ、修験者たちがこれを担ぎ、利益を説きながら諸国を回ったといわれる。ただしこれは、2007年に保存事業の一環として行われた調査の際、トンビとみられる鳥の骨と粘土で作られた人造物であることが判明している。もっとも、天狗のミイラに関しては科学鑑定がなされる以前にも懐疑的な意見があり、平賀源内の「天狗髑髏鑑定縁起」ではそもそも不老不死とされる天狗の骨がなぜあるのだという意見を問う者もあったということが記されている。

## 伝承
末広昌雄の「伊予路の天狗噺」に以下の様な話が見られる。愛媛県西条のある人が子供を連れて石槌山に登った際に、わずかに目を離した隙に子供が天狗にさらわれてしまった。散々探したが見つからず、やむなく家に帰ると、子供が先に帰って来ていた。子供の話によれば、山頂の祠の裏で小便をしていたら真っ黒い顔の大男が来て、「こんな所で小便をしてはいけないよ。おじさんが家まで送ってあげるから目を瞑っておいで」と優しく言われ、気が付いたら家の裏庭に立っていたという。これは、石槌山の烏天狗の仕業だといわれる。

## 信仰上の烏天狗
- 飯縄権現 - 飯縄山（長野県長野市及び、上水内郡信濃町・飯綱町）や高尾山（東京都八王子市）など。
- 秋葉権現 - 秋葉山（静岡県浜松市）など。
- 道了薩埵 - 最乗寺（神奈川県南足柄市）など。
- 中峰尊者 - 迦葉山龍華院（群馬県沼田市）
- 岩切飯綱大権現 - 加波山（茨城県桜川市及び石岡市）